# Châteauneuf-du-Pape (gemeente)
Châteauneuf-du-Pape is een gemeente in het Franse departement Vaucluse (regio Provence-Alpes-Côte d'Azur) en telt 2116 inwoners (2017). De plaats maakt sinds 1 januari 2017 deel uit van het arrondissement Carpentras.

## Geografie
De oppervlakte van Châteauneuf-du-Pape bedraagt 25,8 km², de bevolkingsdichtheid is 80,5 inwoners per km².

## Afbeeldingen
|  |  |

De onderstaande kaart toont de ligging van Châteauneuf-du-Pape (gemeente) met de belangrijkste infrastructuur en aangrenzende gemeenten.

## Demografie
Onderstaande figuur toont het verloop van het inwonertal (bron: INSEE-tellingen).